# ブルース・フェアバーン
ブルース・フェアバーン（Bruce Fairbairn、1949年12月30日 - 1999年5月17日）は、カナダのバンクーバー出身の音楽プロデューサー、ミュージシャン。

## 略歴
少年時代より、ピアノとトランペットの練習を始め、中等学校に在籍している時に、自らのバンドを結成し活動する一方で、コミュニティの楽団でもトランペットを演奏していた。
1970年代に、自らジャズ・バンドに在籍してトランペットを演奏しながら、ジャズやブルースのジャンルを中心にプロデュース活動を細々と始めるようになり、1980年頃より本格的に音楽プロデューサーとして活動を始めた。
ハードロック・バンドのアルバムに携わることが多く、全世界で3000万枚売れたと言われるボン・ジョヴィの『ワイルド・イン・ザ・ストリーツ』や、低迷していたエアロスミスの人気を復活させたと言われる『パーマネント・ヴァケイション』など、商業的な成功を得た作品が多い。他にもAC/DCの『レイザーズ・エッジ』、ポイズンの『Flesh & Blood』、ヴァン・ヘイレンの『バランス』、キッスの『サイコ・サーカス』などを手掛けた。
遺作となったイエスの『ラダー』をプロデュースした直後に自宅のスタジオで死去。遺体は自宅を訪問したイエスのメンバーと、スタジオの共同管理人によって発見された。死因は、家族の意向により今でも明かされていないが、報道では、睡眠中に何らかの症状が原因でそのまま死亡した、とされている。同年発売されたイエスのライブ・ビデオ『ハウス・オブ・イエス』に収録された『ラダー』のメイキング・ビデオで、インタビューに答えるブルース・フェアバーンの姿を観ることができる。
既婚者で、3男の父であった。